# Когут Осип Іванович
Осип Іванович Когут (2 лютого 1891, с. Нагірянка, або Бучач, нині Тернопільська область — червень 1941, Дрогобич, або 15 жовтня Старобільськ) — український галицький громадський і політичний діяч, правознавець. Доктор права (1925). Адвокат, видавець, редактор.

## Біографія

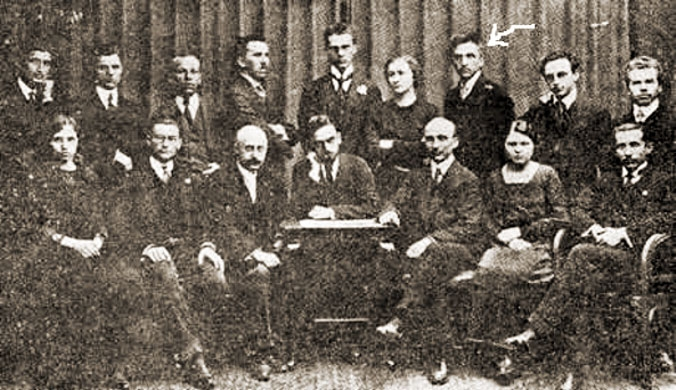
Головна Рада Студентського Союзу 1912 р. 1-й ряд від ліва: Дарія Білинська-Навроцька, Василь Косаренко-Косаревич, А. Павлусевич, Осип Когут, М. Жила, Марія Твердохліб, Євген Коновалець; 2-й ряд: Степан Індишевський, нерозпізнаний, Іван Бабій, Юрій Полянський, Володимир Котецький, Олена Степанів, Роман Дашкевич, Петро Дідушок, Юліян Охримович.

Народився 2 лютого 1891 року в с. Нагірянка, або м. Бучачі, нині Тернопільська область, Україна (тоді Королівство Галичини і Володимирії, Австро-Угорщина).
Навчався в гімназіях Бучача (зокрема, у 1907—1908 роках) і Коломиї, у Львівському університеті, з якого був відрахований у 1910 році за участь у виступі. Завершив навчання у Чернівецькому університеті.
Восени 1912 року було створено гурток пропагаторів ідеї збройної боротьби за волю України. Головним інспіратором був студент Іван Чмола. До цього гурту належали студенти: Іван Кучерішка, Іван Лизанівський, Федір Калинович, Олена Степанів, Василь Кучабський, Осип Когут, Іван Жила, Степан Індишевський. Член Головної Ради Студентського Союзу. Голова Українського студентського союзу. Редактор офіційного органу організації часопису «Шляхи». Організатор радикальної молоді.
Під час першої світової вояк Легіону УСС, у 1916 році потрапив у російський полон, опинився у таборі полонених в Сибіру. У 1917 році переїхав до Києва.
Під час ЗУНР — комісар судового округу Ходорів (за іншими відомостями — кількох судових округ), діяч РУРП. У 1920 році — начальник відділу МВС УНР (Кам'янець-Подільський). Восени 1920 інтернований поляками, звільнений у 1922.
У 1926 р. відкрив власну адвокатську контору в Богородчанах. У 1920-х роках член Головної Управи УСРП, також був діяльним на ниві кооперації. Видавав газету «Богородчанський ціп». В 1928—1930 рр. посол польського Сейму. Обраний від Списку № 22 — Виборчий блок українських соціалістичних селянсько-робітничих партій. Учасник Берестейського процесу. Під час так званої пацифікації 1930 року заарештований. Засуджений в 1932 році на 5 місяців в'язниці, які замінили на 5 років умовно.
Від кінця вересня 1939 року працював у Богородчанській міській управі. Заарештований совітами 21 жовтня 1939 року. У березні 1940 року засуджений на 4 роки в'язниці. Випущений на свободу.
Вдруге засуджений (ув'язнення 8 років) у 1941 р. після подання апеляції постановою Особливої наради при НКВД СРСР 17 травня 1941. Перебував у тюрмі міста Дрогобича. Вбитий енкаведистами під час відступу червоної армії у 1941 році.
За іншими даними — засланий у Магадан.
Реабілітований у 1989 році.